# 2004 JG6
(434326) 2004 JG6 är en asteroid upptäckt 11 maj 2004 av Brian A. Skiff, LONEOS vid Lowell Observatory.
Denna asteroid har hela sin omloppsbana innanför jordens och har en del av den innanför Merkurius och räknas därför till Atira-asteroiderna. Omloppstiden är mindre än Venus' vilket gör att det är en av de asteroider som har minst omloppstid.
Omloppsbanan ligger 5,9 miljoner kilometer från jordens som närmast. Nära passager förekommer relativt ofta både med jorden och Merkurius. År 2016 kommer den att befinna sig 4,1 miljoner kilometer från Merkurius och år 2043, 6,8 miljoner kilometer från jorden.